# Iglesia de Santa María de Vizbayo
La iglesia de Santa María de Vizbayo es un templo católico. Su edificio es de estilo románico y se encuentra situada en la falda del Monte Pajariel, en el pueblo de Otero, municipio de Ponferrada, comarca de El Bierzo (León, España).
Está declarada como Monumento Histórico Artístico de carácter nacional por Real Decreto 776/1982 de 26 de febrero de 1982. La tutela es del Estado ejerciéndose a través de la Dirección General de Bellas Artes del Ministerio de Cultura.

## Etimología

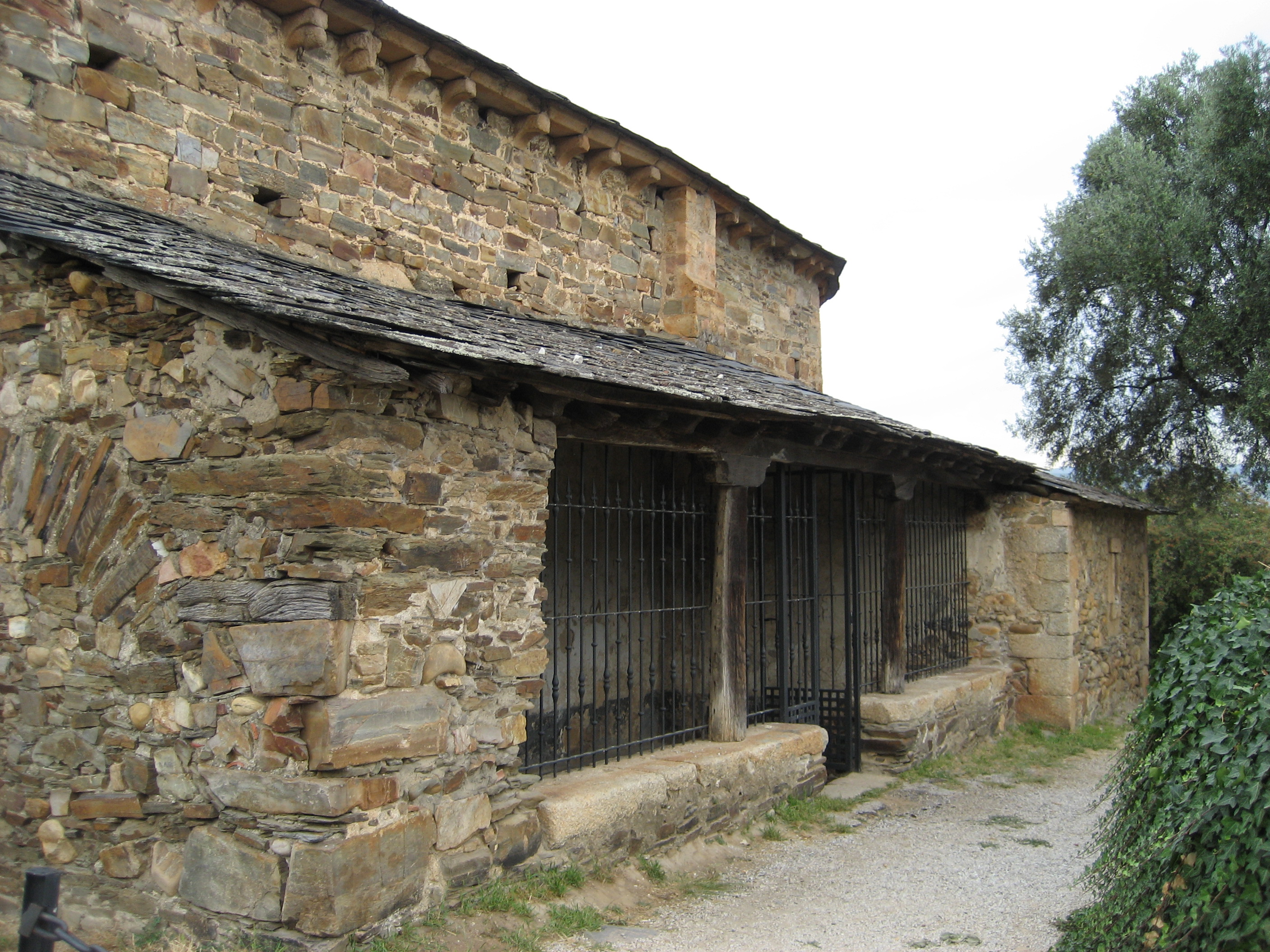
Atrio (construido posteriormente)

Otero de Ponferrada ha terminado siendo, prácticamente, un barrio de Ponferrada. su nombre, Otero, deriva del latín altarium que significa "colina o sitio elevado". La primera referencia la encontramos en el año 909 en la que aparece documentado como autero.
La denominación Vizbayo parece provenir, según el profesor Jesús García y García de la composición en latín de bis(dos) y vadium (psao de un río o vado) que evolucionó a "vayo". En el Tumbo del Monasterio de San Pedro de Montes aparece como: vet-vayo (1107), vezvayo (1151) y vetvayo (1154).

## Descripción

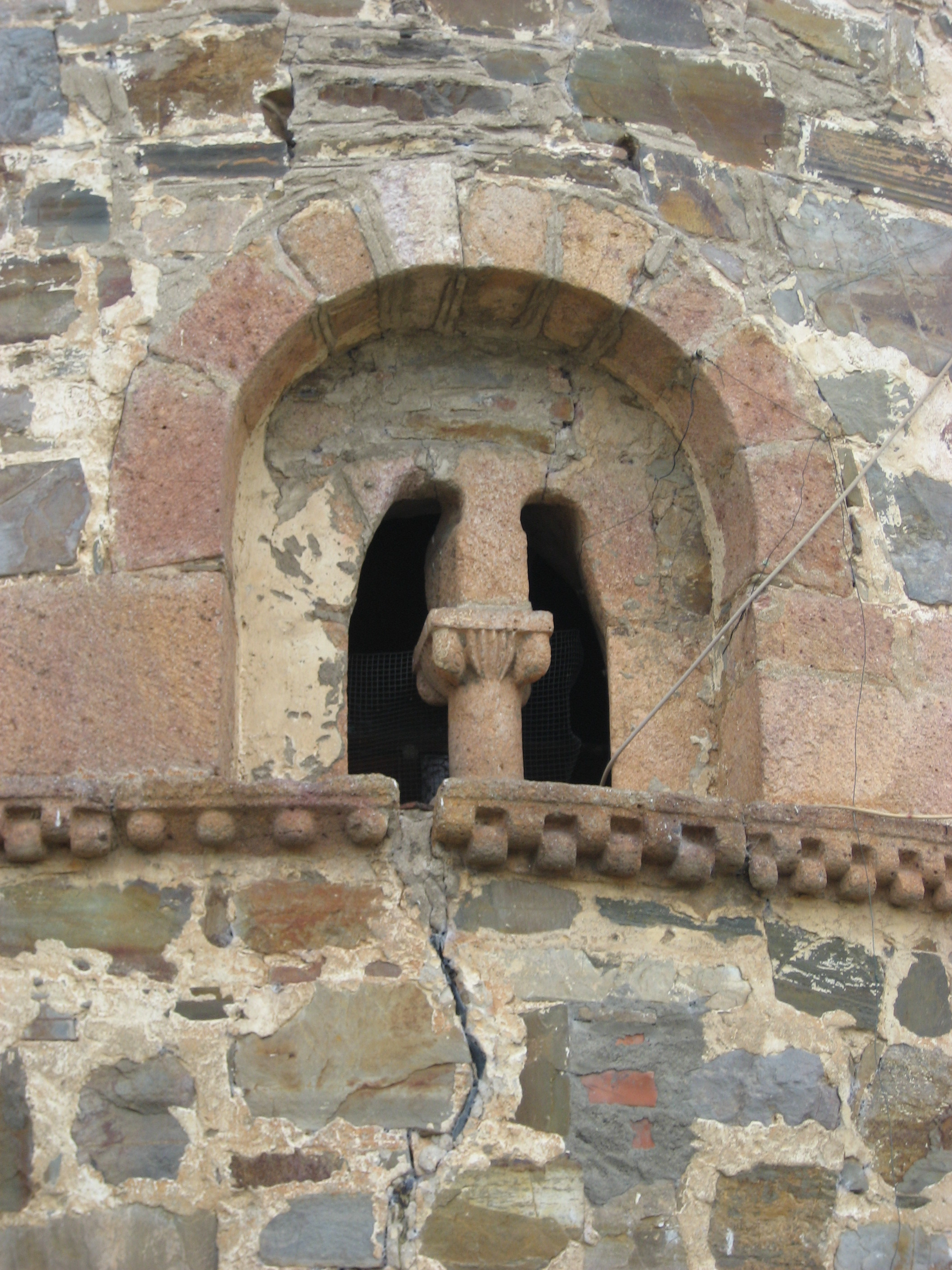
Detalle de la ventana geminada en el testero

Las primeras referencias las encontramos en el siglo XI. 
Iglesia de una sola nave con cabecera semicircular unida a la nave por tramo recto. De estilo románico con influencias del mozárabe, es uno de los edificios del Camino de Santiago donde mejor se aprecia esa evolución del mozárabe prerrománico al románico. Destacan sus arcos de herradura y el bello testero, en el que se encuentra una ventana geminada de gran belleza, rematada en arco de herradura, la columna que la divide es corta, de basa sogueada (característica del mozárabe) y capitel vegetal tosco dividido en dos cuerpos por una moldura. 
Se accede a través de dos puertas, una al norte (la que da al cementerio) y otra al sur protegida por un pórtico.
La nave esta cubierta con bóveda de cañón que continúa en el tramo recto de acceso a la cabecera, cubierta esta, por un casquete esférico.
La construcción, de reducidas dimensiones es de mampostería y sillarejo en partes nobles y contrafuertes usándose como materiales la pizarra y el granito.
A finales del siglo XVII se construye la espadaña, como en otras muchas iglesias en esa 
época. Posteriormente, en el siglo XVIII se realizaron varias reformas, construyéndose 
sacristía, pórtico, trastera y coro. 
Referente a la imaginería del templo, cabe referir que en el año 1836 el párroco D. Dictino Alonso Luengo realiza la imagen titular (N.º Señora de Vizbayo) resultando una figura de 70 centímetros y manos movibles. Tomó como modelo de su trabajo la imagen anterior, de principios del siglo XVI, que se encontraba en ese momento en mal estado por causa de la carcoma de la madera. La similitud con la imagen "original" la logró en parte. En el año 2007 se produjo un robo sustrayéndose varias joyas y alhajas, además de las imágenes de San Benito y el "Niño de la Bola", suponiendo una importante pérdida patrimonial, además de gran valor económico.
En el año 1576 y a causa de la peste que azotaba la ciudad y la zona, el ayuntamiento acordó reunirse en esta iglesia de Nuestra Señora de Vizbayo; y se optó por hacer rogativas con el fin de ahuyentar a la enfermedad. El lugar era propicio para la reunión del consistorio, tanto por lo adecuado del foro (el propio templo) y por la distancia al núcleo de Ponferrada.
El diccionario de Pascual Madoz recoge la siguiente información sobre Otero de Ponferrada: "barrio en la provincia de León, part, judicial de Ponferrada, á cuya v. corresponde. Es la parte mas antigua de la población, y en este concepto se titula cabeza de villa. Está separado de esta por el r. Boeza, comunicándose por un puente de piedra. Se halla situado en un cotarro del monte Pajariel, y mas elevado que el resto de la población. Tiene parroquia propia, de concurso, y con la advocación de Santa María de Vizbayo. El templo es de una antigüedad y estructura notables".
En 1916 se produjo un lamentable derrumbe que afecto a un tramo cercano al presbiterio, llevándose consigo la bóveda del ábside y parte del muro norte. Dos años más tarde fueron reparados en una obra penosa, que según el insigne historiador José María Luengo "se hizo sin sentido, y tan inhábiles fueron los albañiles que el muro que hicieron no empalma con el antiguo, sino que se desvía hacia dentro, en la parte superior, cerca de 30 cm".
A finales de la década de los 70 del siglo XX, el cura párroco de la iglesia mandó realizar otras penosas reformas, situando un muro de hormigón adosado a la iglesia y un cierre en materiales modernos. Durante 2020 se realizaron trabajos, como cerramiento perimetral con materiales metálicos o sustitución del losado de la techumbre del atrio.
Una de las tradiciones más antiguas era la romería que se realizaba cada 15 de agosto, festividad de la Asunción de Nuestra Señora La Virgen María, a la que acudían numerosos ponferradinos y bercianos bordeando la falda del Monte Pajariel (monte en el que se encuentra Otero), siendo típica la merienda en la que era protagonista la Sandía y el Melón. En los años 80 del siglo XX se intentó recuperar, pero ha terminado abandonándose, no así el Viacrucis del Monte Pajariel, que parte de este templo el Domingo de Ramos, siendo una importante manifestación de la Semana Santa ponferradina.

Exteriores de la iglesia
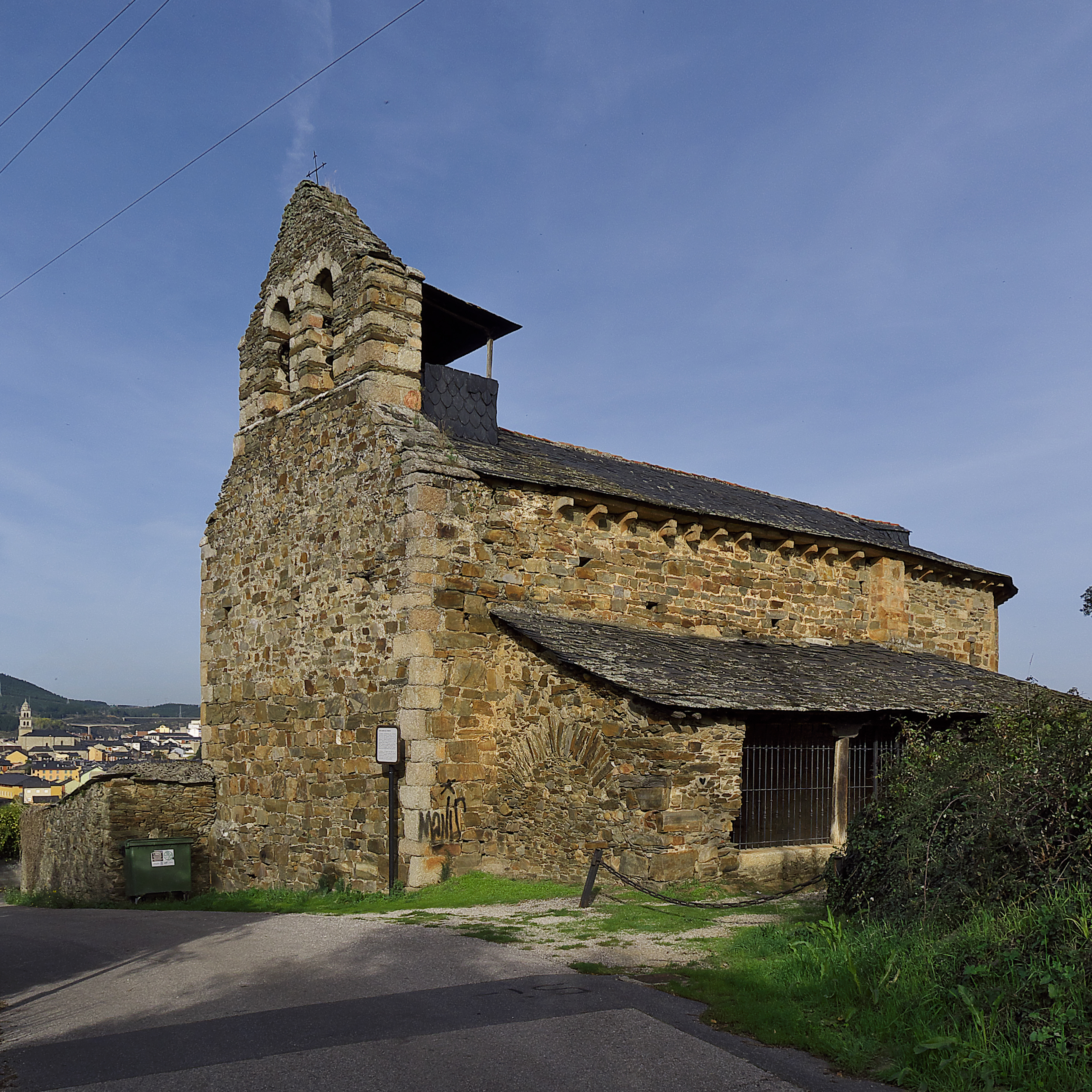
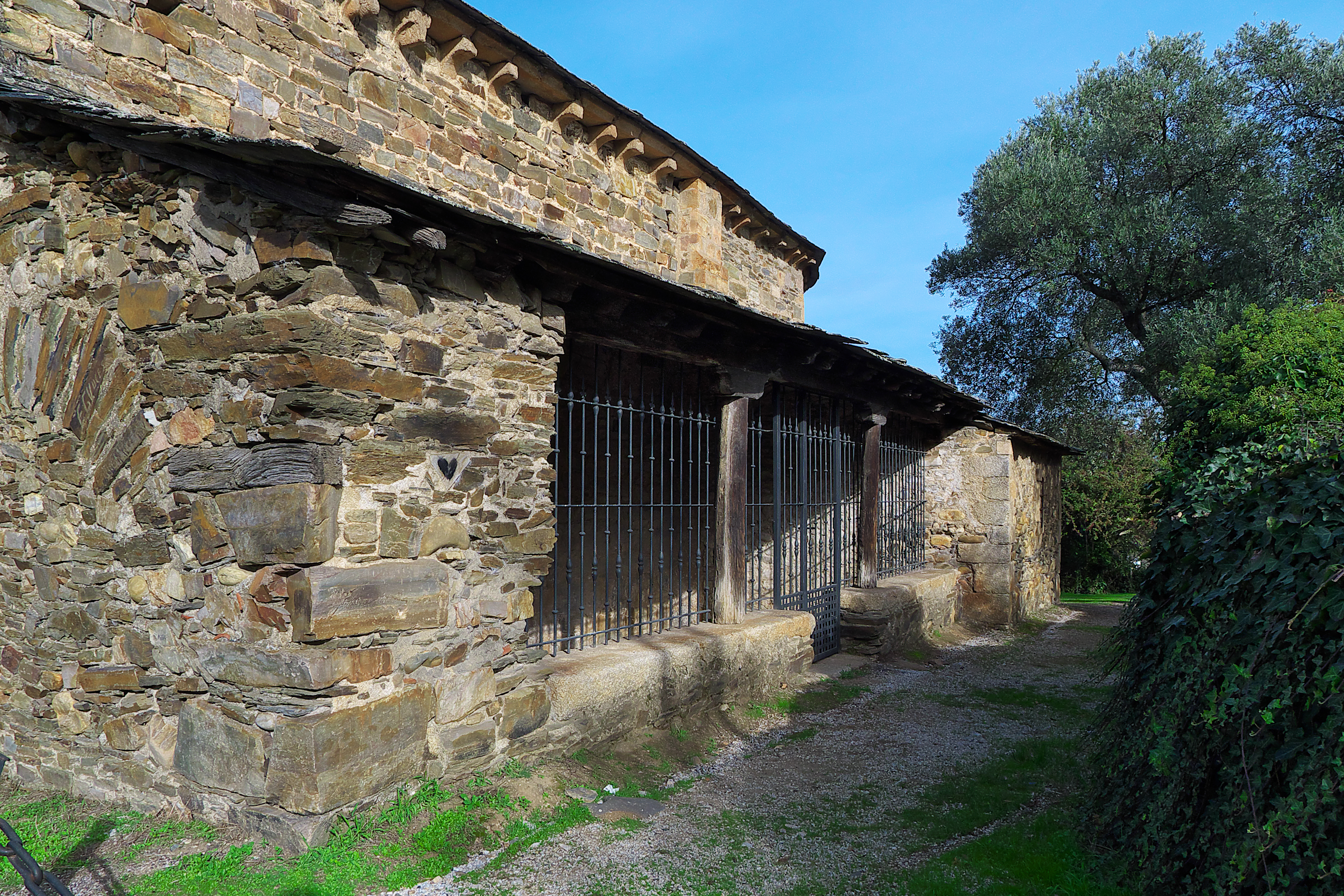
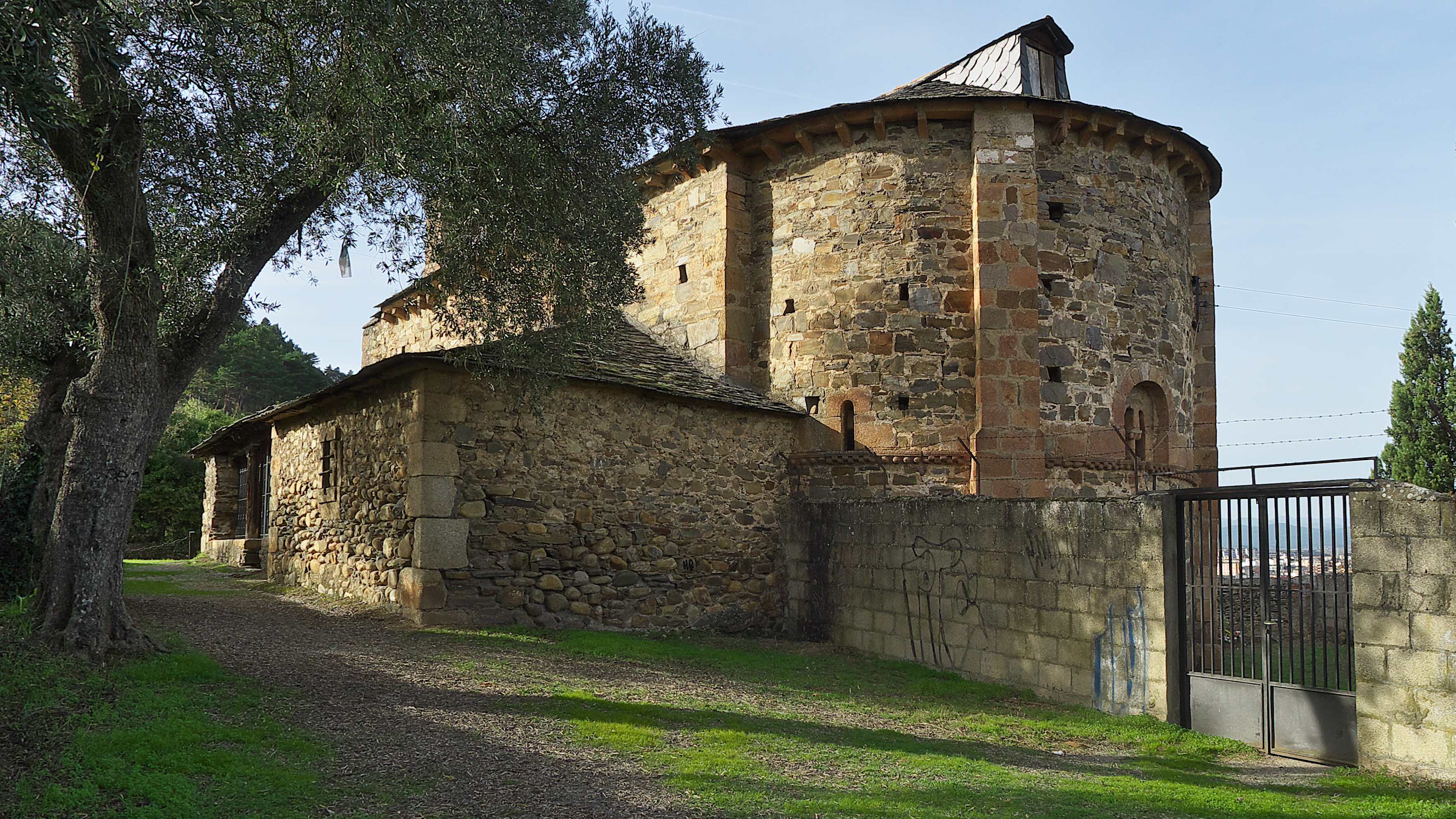